# Márcio Alvino
Marcio Luiz Alvino de Souza, mais conhecido como Marcio Alvino (São Paulo, 14 de junho de 1969), é um empresário e político brasileiro, filiado ao Partido Liberal (PL). 
Foi eleito prefeito de Guararema em 2008, sendo reeleito em 2012. Em 2014, renunciou ao cargo de prefeito e foi eleito deputado federal por São Paulo. Sendo Re-eleito em 2018 e 2022.

## Biografia
Marcio Alvino é filho do casal de ex-prefeitos de Guararema, Sebastião Alvino de Souza e Conceição Apparecida Alvino de Souza. Alvino ganhou repercussão nacional depois de assumir um relacionamento com a ex-BBB Fani Pacheco em 2013.
Em 2008, foi eleito prefeito de Guararema com 67,33% dos votos válidos, sendo reeleito em 2012 com votação recorde de 11.523 votos (98,47%). No ano de 2014 disputou uma vaga no congresso nacional pelo então PR (atualmente PL), sendo eleito com 179.950 votos (0,86%).
Como deputado federal, votou a favor do Processo de impeachment de Dilma Rousseff. Já durante o Governo Michel Temer, votou a favor da PEC do Teto dos Gastos Públicos. Em abril de 2017 foi favorável à Reforma Trabalhista. Em agosto de 2017 votou contra o processo em que se pedia abertura de investigação do presidente Michel Temer, ajudando a arquivar a denúncia do Ministério Público Federal. Na sessão do dia 25 de outubro de 2017, o deputado, mais uma vez, votou contra o prosseguimento da investigação de Temer, acusado pelos crimes de obstrução de Justiça e organização criminosa.